# Phoenix (constelação)
Phoenix (Phe), a Fênix, é uma constelação do hemisfério celestial sul. O genitivo, usado para formar nomes de estrelas, é Phoenicis. Sua estrela mais brilhante é Alpha Phoenicis (Ankaa).
A constelação se situa a aproximadamente entre -40° e -57° de declinação e 23,5h e 2h de ascensão reta, e é visível entre as latitudes +40° e -90°. As constelações vizinhas são Fornax, Sculptor, Grus, Tucana e Eridanus.
A Fénix faz parte de um grupo de 12 constelações modernas introduzidas pelos navegadores holandeses Pieter Keyser e Frederick de Houtman, que cartografaram o céu do hemisfério Sul entre 1595 e 1597. Não está, por isso, associada a nenhuma lenda clássica.
Esta não é uma figura celeste muito óbvia, por ser constituída por estrelas bastante ténues, mas a mais brilhante (Alfa) encontra-se com relativa facilidade. Pode ser localizada tendo como referência as estrelas mais óbvias dessa área do céu, Fomalhaut e Achernar, das constelações do Peixe Austral e Erídano, respectivamente.